# Prieto Picudo
Die rote Rebsorte Prieto Picudo stammt aus Spanien. Prieto Picudo ist einer der vielen direkten Nachkommen der alten Rebsorte Savagnin; der zweite Elternteil ist bislang unbekannt. Im Jahre 2016 wurden insgesamt 4293 Hektar Rebfläche mit gleichbleibender Tendenz erhoben.
Die Rebsorte ist auf dem spanischen Festland überwiegend in der Herkunftsbezeichnung Tierra de Léon zugelassen. Bei der im südlichen Bereich des Gebiets Léon angebauten Prieto Picudo Blanco handelt es sich um die Rebsorte Godello. Beide Rebsorten sind nicht miteinander direkt verwandt.
Aus Prieto Picudo werden gute, alkoholreiche Rotweine mit intensiver Farbe (kirschfarben, mit violetten Reflexen). Erzeugt. Die aromatischen Weine verfügen über eine erfrischende Säure und an rote Wildfrüchte erinnernde Aromen. Aufgrund der Qualität der Rebsorte werden die Weine häufig sortenrein ausgebaut, können aber auch mit Mencia oder Tempranillo verschnitten werden. Prieto Picudo kann auch gut zu Roséweinen verarbeitet werden.

## Ampelographische Sortenmerkmale
- Die Triebspitze ist offen. Sie ist stark wollig behaart, mit geringfügig karminrotem Anflug. Die gelbgrünen Jungblätter sind anfangs stark wollig bedeckt.
- Die großen, grünen Blätter sind fünflappig und tief gebuchtet. Die Stielbucht ist lyren-förmig offen. Das Blatt ist doppelkonvex gezähnt. Die Zähne sind im Vergleich der Rebsorten mittelweit gesetzt.
- Die kleinen Trauben sind zylindrisch bis leicht konisch und dichtbeerig aufgebaut. Die kleinen, kugelförmigen Beeren sind dünnhäutig und von blau-schwarzer Farbe.

Die spätreifende Rebe ist anfällig gegen Trockenstress und neigt zu Sonnenbrand. Anfällig ist sie gegen den Echten Mehltau der Weinrebe.

## Synonyme
Picudo, Prieto Picudo Oval, Prieto Picudo Tinto, Verdejo Negro, Verdejo Tinto